# Калевала (группа)
«Калева́ла» — российская фолк-метал-группа из Москвы. Группа была образована в 2007 году и за это время выпустила 6 студийных альбомов. Основные авторы группы – Ксения Маркевич и Никита Андриянов. 

## История
Группа была образована весной 2007 года после ухода вокалистки Ксении Маркевич из группы «Невидь». Оформился первый состав: Ксения Маркевич, Никита Андриянов, Александр "Олень" Олейников, Александр "Шмель" Швилев и Василий Конюхов.
В сентябре 2007 года в Интернет была выложена демоверсия первых песен группы — «Гой, олень!» и «Пастушок». В апреле 2008 года на лейбле Sound Age вышел дебютный альбом «Кудель белоснежного льна».
Следом вышли ещё два альбома — «Кукушкины дети» (2009) и «Ведьма» (2010). За это время группу по очереди покинули Василий Конюхов и Шмель.
Летом 2011 года «Калевала» выпустила интернет-сингл «Сон-река», в который кроме заглавной песни вошла версия казачьей песни «Ой, при лужке». На заглавную песню был снят клип. Весной 2012 года вышел релиз «Осень в стиле фолк» — запись акустического концерта, который состоялся 1 октября 2011 года в московском клубе «Rock House».
23 марта 2013 года на лейбле Sound Age вышел альбом «Луна и грош». 12 июля вышел клип на одну из композиций с альбома — «Лучшую спою вам песню».
8 марта 2014 года группа презентовала EP под названием «Доху я купила», состоящий из четырёх казачьих песен, которые, как сказали музыканты, они сами любят петь в неформальной обстановке.
29 июня 2015 года вышел клип на песню «Снежный дом», снятый немецким режиссёром на камеру Red Epic. 5 октября того же года вышло четвёртое в истории группы видео — на композицию «Нагрянули».
В 2016 году музыканты группы анонсировали выпуск акустического альбома «Саамское солнце», но потом решили отложить этот релиз на неопределённое время и выпустить вместо него очередной электрический альбом. 18 июля 2017 года был опубликован первый сингл с нового альбома — «Метель». 25 октября 2017 года вышел альбом, который также назывался «Метель». Презентация диска состоялась 11 ноября, а в феврале следующего года группа отправилась в масштабный российский тур в поддержку нового релиза.
В  октябре  2018 года вышел в свет DVD «Дорога птицы» — запись юбилейного концерта (10 лет группе «Калевала»). Это первый полноценный видео релиз группы, который включает 24 трека в видеоверсии и 28 треков в аудиоверсии.
В 2019 году группа выложила на своих интернет-ресурсах четыре профессиональных видео с концерта «Слава весне» 22 марта 2019 года в клубе «Театръ»: «Ведьма», «Весна», «Ярым оком» и «Ти ж мене підманула».
В феврале 2020 года «Калевала» отправилась в очередной большой тур по Европе. Кроме клубных концертов группа выступила на фестивалях в Гамбурге, Брно и Париже. С этого года к группе в качестве сессионого музыканта присоединяется волынщик Константин Бубликов из группы «El Mental».
В 2021 году группа готовила материал для нового альбома. Летом аккордеониста Алексея Киреева заменил Вячеслав Власкин. Осенью в Кондуках прошли съёмки клипа на обновлённую версию песни «Улетай на крыльях ветра 2021». Клип и песня вышли в декабре 2021 года. Также на интернет-ресурсах группы были выложены видео с концерта в клубе «Гластонберри» 8 ноября 2021 года.
Летом 2022 года «Калевала» начала запись нового альбома. После записи своих партий группу покинули басист Михаил Крон и барабанщик Денис Золотов. Вместо них в группу вернулся Шмель и был взят новый барабанщик Алексей Битейкин. 8 октября в Москве состоялся юбилейный концерт в честь 15-летия «Калевалы».
1 февраля 2023 года вышел сингл и клип «Ловец змей». 15 февраля вышел альбом «Пляска святого Вита», презентация которого состоялась в Москве в клубе Агломерат 25 марта. Летом 2024 года группу повторно покинул Шмель.

## Состав

### Текущий состав
- Ксения Маркевич — вокал (с 2007)
- Никита Андриянов — гитара, клавишные (с 2007)
- Алексей Битейкин — ударные (с 2022)

### Сессионные музыканты
- Александр «Олень» Олейников — аккордеон (2007—2010 — участник основного состава; с 2011 — сессионный)
- Константин Бубликов («El Mental») — волынка, вистлы (с 2020)
- Вячеслав Власкин (ex-«Sympuls-e») — аккордеон (с 2021)

### Бывшие участники
- Василий Конюхов — барабаны (2007—2009)
- Александр «Шмель» Швилёв («Рарогъ») — бас-гитара (2007—2010; 2022–2024)
- Кирилл «Кеша» Перов — барабаны (2009—2011)
- Иван Андрианов — балалайка, бас-гитара (2011—2014)
- Денис Золотов (ex-«Андем», ex-«Ольви», ex-«Morigan»)— ударные,  варган (2011—2022)
- Алексей Митрофанов (ex-«Morigan») — бас-гитара (2014—2017)
- Алексей Киреев — кнопочный аккордеон (2015—2021)
- Михаил «Kron» Вихров («Intra Spelaeum», «Empty Shell») — бас-гитара (2017—2022)

## Другие проекты участников
- Ксения Маркевич ранее была вокалисткой в группах «Невидь» и «Butterfly Temple».
- Никита Андриянов ранее был гитаристом групп «Lethal guest» и «Невидь».

## Дискография

### Альбомы
- 2008 — «Кудель белоснежного льна»
- 2009 — «Кукушкины дети»
- 2010 — «Ведьма»
- 2012 — «Осень в стиле фолк» (концертный)
- 2013 — «Луна и грош»
- 2014 — «Доху я купила» (мини-альбом)
- 2014 — «Говори со мной (Karaoke Album)» (сборник инструменталов)
- 2017 — «Метель»
- 2023 — «Пляска святого Вита»
- 2025 — «Глазами Офелии»

### Синглы
| Год  | Название                                  | Альбом                | Комментарий |              |
| ---- | ----------------------------------------- | --------------------- | --- | ------------ |
| 2009 | «Колокольчик»                             | «Кукушкины дети»      | Песня входит только в подарочное издание альбома |              |
| 2010 | «Таусень-Рада»                            | «Ведьма»              | |              |
| 2011 | «Сон-река»                                | «Луна и грош»         | \| № \| Название \| Текст песни \| Музыка \| Длительность \| \| -- \| --------------- \| ---------------- \| --------------------------------- \| ------------ \| \| 1. \| «Сон-река» \| Ксения Маркевич \| Никита Андриянов, Ксения Маркевич \| \| \| 2. \| «Ой, при лужке» \| русская народная \| русская народная \| \| |              |
| 2013 | «Ветер в ивах» (feat. «Сварга»)           | без альбома           | |              |
| 2014 | «Волчий зов»                              | без альбома           | Гимн фестиваля Folk Summer Fest |              |
| 2020 | «Благодар тебе, Велесе»                   | без альбома           | |              |
| 2021 | «Кукушкины дети (piano acoustic version)» | «Кукушкины дети»      | Новая версия песни |              |
| 2021 | «Улетай на крыльях ветра (2021)»          | «Ведьма»              | Новая версия песни |              |
| 2023 | «Ловец змей»                              | «Пляска святого Вита» | |              |
| №    | Название                                  | Текст песни           | Музыка | Длительность |
| 1.   | «Сон-река»                                | Ксения Маркевич       | Никита Андриянов, Ксения Маркевич |              |
| 2.   | «Ой, при лужке»                           | русская народная      | русская народная |              |

### В сборниках
| Год  | Сборник              | Композиция    |
| ---- | -------------------- | ------------- |
| 2009 | «Украдено из студии» | «Гой, олень!» |

## Видеография

### DVD
2018 — «Дорога птицы» (концертное видео + аудио)

### Клипы
| Год  | Название                                  | Альбом                |
| ---- | ----------------------------------------- | --------------------- |
| 2011 | «Сон-река»                                | «Луна и грош»         |
| 2013 | «Лучшую спою вам песню!»                  | «Луна и грош»         |
| 2015 | «Снежный дом»                             | «Луна и грош»         |
| 2015 | «Нагрянули»                               | «Луна и грош»         |
| 2018 | «Матушка-Россия»                          | «Метель»              |
| 2021 | «Кукушкины дети (piano acoustic version)» | «Кукушкины дети»      |
| 2021 | «Улетай на крыльях ветра»                 | «Ведьма»              |
| 2023 | «Ловец змей»                              | «Пляска святого Вита» |

## Награды
- По итогам 2008 года журнала Dark City, Калевала попала в число групп в номинации «Открытие года в России»[2].
- По итогам 2009 года журнала Dark City, альбом «Кукушкины дети» занял 2 место в номинации «Лучший российский альбом», а сам коллектив оказался среди групп в номинациях «Лучшая российская группа» и «Открытие года в России»[3].